# Draba arida
Draba arida är en korsblommig växtart som beskrevs av Charles Leo Hitchcock. Draba arida ingår i släktet drabor, och familjen korsblommiga växter. Inga underarter finns listade i Catalogue of Life.